# Еболавірус лісу Таї
Tai Forest ebolavirus (еболавірус лісу Таї, TFEBOV, раніше еболавірус Кот-д'Івуар Cote d'Ivoire ebolavirus, CIEBOV) — вид вірусу роду Ebolavirus родини Filoviridae порядку Mononegavirales.

## Історичні відомості
Вірус Tai Forest ebolavirus вперше виявили у шимпанзе в Національному лісі Таї в Кот-д'Івуарі, Африка. Цей ліс є одним з останніх великих масивів тропічних дощових лісів в Африці, в якому мешкають декілька груп шимпанзе. У листопаді 1992 року сталось 8 випадків незрозумілої смерті в одній з груп шимпанзе, яку вивчали етологи. У цій же групі в 1994 році відбулося ще 12 випадків смерті тварин. 1 листопада 1994 року було знайдено трупи двох самиць шимпанзе. Розтин показав наявність крові в порожнинах деяких органів. Патологоанатомічні дослідження тканин шимпанзе показали такі ж патологічні зміни, що були знайдені у тканин людей, померлих в 1976 році під час першої епідемії хвороби, яку спричинює вірус Ебола, в Заїрі і Судані. 16 листопада 1994 року було знайдено більш-менш свіжий труп шимпанзе. Трое вчених зробили його розтин. У тканинах і рештках трупа були такі ж зміни, як у попередніх випадках, а проведені дослідження в Інституті Пастера в Парижі дали позитивні результати в ІФА на наявність антитіл до вірусу Ебола. Одна з вчених, які проводили розтин загиблих мавп, 34-річна жінка захворіла на гарячку Ебола. Симптоми з'явилися через тиждень після розтину трупа шимпанзе. Як стало потім відомо, латексні рукавички, якими жінка користувалась під час розтину, мали дефекти. Внаслідок цього і відбулось зараження. Відразу після цього хвора була доставлена до Швейцарії на лікування, яке через шість тижнів після зараження завершилося повним одужанням. Таким чином, було зафіксовано, що TFEBOV здатний уражати людей.

## Екологія і молекулярна біологія
TFEBOV вважають ендемічним для Кот-д'Івуару. Згідно проведених досліджень резервуаром вірусу є фруктоїдні кажани — Epomops franqueti і Myonycteris torquata. Цей вид має геном з трьома генними перекриттями (VP35/VP40, GP/VP30, VP24/L) та геномну послідовність, відмінну від базової вірусу Ебола на ≥30 %. TFEBOV в основному не охарактеризовано на молекулярному рівні. Тим не менш, його геномна послідовність, а разом з тим, геномна організація та збереження окремих відкритих рамок зчитування, схожі на такі у інших чотирьох відомих видів вірусу Ебола. Тому на даний час передбачають, що отримані при дослідженні ZEBOV результати можуть бути цілком екстрапольовані на TFEBOV, і що усі білки TFEBOV аналогічні таким у ZEBOV.